# Tir als Jocs Olímpics d'estiu de 1920 - Tir al cérvol, tret simple per equips
La competició de tir al cérvol, tret simple per equips va ser una de les vint-i-una proves del programa de Tir dels Jocs Olímpics d'Anvers de 1920. Es disputà el 27 de juliol de 1920 i hi van prendre part 20 tiradors procedents de 4 nacions diferents.

## Medallistes
| Or                                                                                 | Plata                                                                                              | Bronze                                                                                      |
| NoruegaEinar Liberg · Ole Lilloe-Olsen · Harald Natvig · Hans Nordvik · Otto Olsen | FinlàndiaYrjö Kolho · Kalle Lappalainen · Toivo Tikkanen · Nestori Toivonen · Karl Magnus Wegelius | Estats UnitsThomas Brown · Willis A. Lee · Lawrence Nuesslein · Carl Osburn · Lloyd Spooner |

## Resultats
| Pos.   | Nazioni      | Atleti               | Punti       | Punti  |
| Pos.   | Nazioni      | Atleti               | Individuali | Totali |
| ------ | ------------ | -------------------- | ----------- | ------ |
| Or     | Noruega      | Harald Natvig        | 40          | 178    |
| Or     | Noruega      | Otto Olsen           | 39          | 178    |
| Or     | Noruega      | Ole Lilloe-Olsen     | 36          | 178    |
| Or     | Noruega      | Einar Liberg         | 36          | 178    |
| Or     | Noruega      | Hans Nordvik         | 27          | 178    |
| Plata  | Finlàndia    | Toivo Tikkanen       | 30          | 159    |
| Plata  | Finlàndia    | Nestori Toivonen     | 36          | 159    |
| Plata  | Finlàndia    | Karl Magnus Wegelius | 33          | 159    |
| Plata  | Finlàndia    | Kalle Lappalainen    | 26          | 159    |
| Plata  | Finlàndia    | Yrjö Kolho           | 34          | 159    |
| Bronze | Estats Units | Thomas Brown         | 36          | 158    |
| Bronze | Estats Units | Lawrence Nuesslein   | 36          | 158    |
| Bronze | Estats Units | Lloyd Spooner        | 34          | 158    |
| Bronze | Estats Units | Carl Osburn          | 28          | 158    |
| Bronze | Estats Units | Willis Lee           | 24          | 158    |
| 4      | Suècia       | Alfred Swahn         | 34          | 153    |
| 4      | Suècia       | Per Kinde            | 32          | 153    |
| 4      | Suècia       | Bengt Lagercrantz    | 32          | 153    |
| 4      | Suècia       | Oscar Swahn          | 28          | 153    |
| 4      | Suècia       | Karl Larsson         | 27          | 153    |